# Thor Steinar
Thor Steinar är ett tyskt klädmärke som är registrerat som ett varumärke av Axel Kopelke i oktober 2002. Märket tillverkas av företaget MediaTex Gmbh med huvudsäte i Mittenwalde söder om Berlin och ägs av International Brands General Trading i Dubai, Förenade Arabemiraten. Det är framförallt känt genom sin association med högerextrema rörelser i Tyskland.

## Förbud
Märkets ursprungliga logotyp bestod av en kombination av tyrrunan och solrunan, vilket ledde till en kontrovers och gjorde att den klassades som olaglig, med hänvisning till att man i symbolen kunde finna två sowilorunor som då kunde tydas som symbolen för nazityska SS. Detta förbud hävdes dock i slutet på 2008, efter att företaget bytt logotyp.
Thor Steinar har i Tyskland kommit att i hög grad förknippas med nynazism, då det ofta används av högerextrema och nynazister. Detta har bland annat fått fotbollsklubbarna Hertha Berlin och FC St. Pauli att förbjuda användandet av deras produkter på sina arenor.
Märket är enligt parlamentens ordningsregler förbjudet att bära i flera parlamentariska församlingar i Tyskland. När det högerextrema partiet NPD:s åtta ledamöter i Sachsens lantdag 2012 trots förbudet kom till plenisalen iklädda kläder av märket och trots upprepade uppmaningar vägrat lämna salen, beslutade talmannen Matthias Rössler att portförbjuda dem för denna och de tre följande sammankomsterna. Ledamöterna avhystes därefter av polis.
2017 bar den tyske AfD politikern och polisen Torsten Czuppon en t-shirt av märket vid koncentrationslägret Buchenwald, vilket stred mot reglerna på platsen. När han anmäldes upprättade han en anmälan mot vittnena för falsk tillvitelse, en utredning som han sedan själv ledde. Han åtalades och dömdes till 30000 Euro i böter.